# Metarranthis
Metarranthis là một chi bướm đêm thuộc họ Geometridae.